# Asota centralis
Asota centralis là một loài bướm đêm trong họ Erebidae.